# Homalium dalzielii
Homalium dalzielii är en videväxtart som beskrevs av Hutchinson. Homalium dalzielii ingår i släktet Homalium och familjen videväxter. Inga underarter finns listade i Catalogue of Life.